# Nigui (Korsimoro)
Pour les articles homonymes, voir Nigui.
Nigui est une localité située dans le département de Korsimoro de la province du Sanmatenga dans la région Centre-Nord au Burkina Faso.

## Géographie
Nigui est situé à 1,5 km au nord de Nimpoui, à 7 km au sud d'Imiougou-Natenga, à 35 km à l'ouest de Korsimoro, le chef-lieu du département, mais seulement à 22 km au sud de Mané. La capitale régionale Kaya est à 45 km au nord-est. Le village est traversé par la route départementale 40 reliant Mané à Ziniaré.

## Histoire
Le village est administrativement rattaché à Imiougou-Natenga depuis les années 2000.

## Éducation et santé
Le centre de soins le plus proche de Nigui est le centre de santé et de promotion sociale (CSPS) de Nimpoui tandis que le centre hospitalier régional (CHR) se trouve à Kaya.
Nigui possède une école primaire publique alors que les études secondaires se font au collège d'enseignement général (CEG) d'Imiougou-Natenga.